# Análisis de riesgo de seguridad alimentaria

## Análisis de riesgo
Análisis de riesgo es definido por la Comisión del Codex Alimentarius como "Un proceso consistiendo de tres componentes: gestión de riesgo, evaluación de riesgos, y comunicación de riesgos."

### Gestión de riesgos
Gestión de riesgos es definido por la Comisión del Codex Alimentarius como "El proceso, distinto de evaluación de riesgos, de comparación de alternativos de política, en consulto con todos los partidos interesados, considerando evaluación de riesgo y otros factores pertinentes para la protección de salud de consumidores y la promoción de prácticas de comercio justo, y, si es necesario, seleccionando opciones apropiadas de prevención y control."

### Evaluación de riesgos
Evaluación de riesgos es definido por la Comisión del Codex Alimentarius como "Un proceso científicamente basado consistiendo de los siguientes pasos: (i) identificación de peligros, (ii) caracterización de peligros, (iii) evaluación de exposición, y (iv) caracterización de riesgos."
Identificación de peligros es "La identificación de agentes biológicos, químicos, y físicos capaces de causar efectos adversos de salud y pueden ser presentes en comidas específicas o en grupos de comidas."
Caracterización de peligros es "La evaluación cualitativa y/o cuantitativa de la naturaleza de efectos adversos de salud asociados con agentes biológicos, químicos, y físicos los cuales pueden ser presentes en la comida. Para los agentes químicos, evaluación de respuesta-dosis deben ser ejecutados. Para los agentes biológicos o físicos, una evaluación de respuesta-dosis debería ser ejecutada si los datos se pueden obtener."
Evaluación de exposición es "La evaluación cualitativa y/o cuantitativa del consumo probable de agentes biológicos, químicos, y físicos a través de la comida junto con exposiciones de parte de otros fuentes si son pertinentes."
Caracterización de riesgos es "La estimación cualitativa y/o cuantitativa, incluyendo incertidumbres presentes, de la probabilidad de ocurrencia y severidad de efectos adversos de salud conocidos o potenciales en una población específica basado en identificación de peligros, caracterización de peligros, y evaluación de exposición."

### Comunicación de riesgo
Comunicación de riesgo es definido para los propósitos de la Comisión del Codex Alimentarius como "Un intercambio interactivo de información y opiniones durante un proceso de análisis de riesgo concerniente a peligros y riesgos, factores relacionados al riesgo y percepciones de riesgo entre asesores de riesgo, gerentes de riesgo, consumidores, la industria, la comunidad académica y otros partidos interesados, incluyendo la explicación de descubrimientos de evaluación de riesgo y la base de las decisiones de gestión de riesgos.

### Comisión del Codex Alimentarius
La Comisión del Codex Alimentarius "...fue creado en 1963 por la Food Agriculture Organization (FAO) y la World Health Organization (WHO) para desarrollar normas de comida, documentación y textos relacionados tal como códigos de práctica bajo el Joint FAO/WHO Food Standards Programme. Los propósitos principales del programa son proteger la salud de los consumidores y asegurar prácticas de comercio justo, y promocionar la coordinación de todos los trabajos relacionados a las normas de comida llevados a cabo por organizaciones internacionales y no gubernamentales."

## Vean también
- Center for Foodborne Illness Research & Prevention

## Más lecturas
- About Risk Analysis in Food World Health Organization. Disponible en línea.

- Joint FAO/WHO Food Standards Programme (Codex Alimentarius) World Health Organization/Food and Agriculture Organization of the United Nations. Disponible en línea.

- FAO Food and Nutrition Paper 87: Food Safety Risk Analysis, A Guide for National Food Safety Authorities (enlace roto disponible en Internet Archive; véase el historial, la primera versión y la última). Food and Agriculture Organization of the United Nations. Disponible en línea. 2006.

- Principles and Guidelines for the Conduct of Microbiological Risk Assessment Archivado el 29 de febrero de 2012 en Wayback Machine. Codex Alimentarius Commission. Disponible en línea. 1999.

- Principles and Guidelines for the Conduct of Microbiological Risk Management Codex Alimentarius Commission. Disponible en línea. 2007.

- Risk Communication in Action: The Tools of Message Mapping US Environmental Protection Agency. Disponible en línea. August 2007.